# Раден, Георгий Карлович
Раден [1-й], фон Георгий Карлович, барон (17 (29) августа 1801 — 2 (14) марта 1868) — генерал-майор Российской императорской армии, Георгиевский кавалер.

## Биография
Из дворян Курляндской губернии, прибалтийского немецкого дворянского и баронского рода фон Раден. Лютеранин. Родился в мызе (имении, усадьбе) Грос-Крутен, на территории современного Латгальского региона Латвии, впоследствии названной Лиелкруте. Родового, или благоприобретенного, имения не имел (на дату отставки). Владел французским и немецким языками, «и арифметику знает». С 1 (13) января 1819 вступил в службу юнкером в Елисаветградский гусарский полк; 3 (15) сентября 1819 произведён на вакансию корнетом; 3 (15) декабря 1819 на вакансию поручиком; тем чином, по распоряжению начальства, с 15 (27) октября 1823 назначен адъютантом начальника главного штаба 1-й армии (затем — начальника главного штаба Действующей армии) ген.-лейтенанта, ген.-адъютанта гр. К. Ф. фон Толя; 26 ноября (8 декабря) 1823 произведён, за отличие по службе, штабс-ротмистром, с оставлением в должности и в полку.
По прошению, 7 (19) июня 1827 переведён в Курляндский уланский полк, с оставлением при прежней должности, и с переименованием в штабс-капитаны; 18 (30) марта 1828 произведён на вакансию ротмистром; тем чином, того полка, 26 февраля (10 марта) 1831 назначен на должность адъютанта командира 5-го резервного кавалерийского корпуса, ген.-лейтенанта, барона К. А. Крейца.
По распоряжению начальства, 5 (17) июня 1831 переведён в Иркутский гусарский полк, с оставлением в прежней должности. 12 (24) августа 1831 переведён, за отличия «оказанные в разных сражениях против польских мятежников», в лейб-гвардии Уланский полк, с оставлением при прежней должности.
По прошению, 22 марта (3 апреля) 1832 переведён обратно в Елисаветградский гусарский полк, с производством, тем же приказом, за отличие, в чин подполковника; 30 августа (11 сентября) 1832 утверждён командиром 3 дивизиона того полка.
C 6 (18) июля 1834 по 14 (26) февраля 1836 — командирован в Образцовый кавалерийский полк, для обучения нижних чинов; из того полка, с 8 (20) мая 1835 по 12 (24) июля 1835, командирован в лейб-гвардии Гродненский гусарский полк, для обучения нижних чинов; из того полка, c 4 (16) августа 1835 по 30 ноября (12 декабря) 1835, командирован в лейб-гвардии Гусарский полк, для обучения нижних чинов; с 14.02.1836 отчислен обратно в Елисаветградский гусарский полк. С 29 марта (10 апреля) 1836 произведён, за отличие по службе, в полковники.
В том чине, с 2 (14) февраля 1841 назначен начальником штаба 2-го Верхнеуральского полкового военного округа Оренбургского казачьего войска, с оставлением состоять по армейской кавалерии. Согласно указанию императора Николая I, командирами полковых округов и на строевые должности было предписано «назначать лиц из заслуженных кавалерийских офицеров с тем, чтобы они придали формирующимся казачьим полкам вполне регулярный характер». 28 февраля (12 марта) 1841, при отправке к месту службы, высочайше пожалован единовременным пособием 575 р. серебром; 29 марта (10 апреля) 1841 прибыл к должности. В том чине, и в той должности, с 4 (16) апреля 1843 по 16 (28) мая 1843 — начальник иррегулярного казачьего отряда для прекращения крестьянских волнений в деревнях Кундравинской станицы Челябинского уезда, за что пожалован Высочайшим благоволением. 15 (27) мая 1843 высочайше пожалован единовременным денежным пособием за разорение от пожара в Троицке в 1842 году.
С 14 (26) марта 1845 назначен на должность начальника штаба Оренбургского казачьего войска, с оставлением по армейской кавалерии; 11 (23) июня 1845 прибыл к должности в Оренбург. С 6 (18) декабря 1847 произведён, за отличие по службе, в чин ген.-майора, с оставлением по кавалерии и в должности. С 27 ноября (9 декабря) 1848 уволен от службы, за болезнью. Тем же высочайшим приказом и. д. начальника штаба Оренбургского казачьего войска назначен командир Оренбургского казачьего № 1 полка, состоящий по кавалерии, полковник Пётр Борисович Берг.

### Походы
Участвовал в трёх кампаниях Русско-турецкой войны (1828—1829) и в разгроме Польского восстания (1830—1831).
В первой кампании, с 25 апреля (7 мая) 1828 по 21 октября (2 ноября) 1828, действовал в Молдавии и Валахии, в отряде ген.-майора, барона Ф. К. фон Гейсмара, с 17 (29) мая 1828 — в отряде ген.-майора, князя П. Д. Горчакова: при взятии Бухареста (30.04.1828), участвовал в сражениях при осаде крепостей Силистрии (20.07.-3.09.1828) и Шумлы (24.09.-3.10.1828) и в нескольких других сражениях.
Во второй кампании, с 13 (25) апреля 1829 по 18 (30) июня 1829, действовал в Болгарии, Молдавии и Валахии, в отряде ген.-лейтенанта, барона К. А. Крейца, и в авангарде того отряда, под командованием ген.-майора С. В. Шереметева: участвовал в сражениях при с. Эски-Арнаутлар (17.05.1829), разгроме турок при Туртукае (20.05.1829), в сражениях при осаде и взятии крепости Силистрии (03.05.-18.06.1829).
В третьей кампании, с 18 (30) июня 1829 по 18 (30) ноября 1829, действовал в Болгарии и Турции, в отряде ген. от инфантерии Л. О. Рота (О. О. Ротта): участвовал в сражениях при переправе р. Камчик (6.07.1829), при взятии укреплений при с. Дервиш-Джерван (7.07.1829), в преследовании турецких войск до Балканских гор, в сражениях при р. Инжакиой (10.07.1829), при взятии турецкого лагеря у крепости Месемврии и «покорении» самой крепости (10-11.07.1829); в отряде ген.-лейтенанта Ф. В. Ридигера в сражении и взятии штурмом крепости Айдос (13.07.1829), при взятии г. Карнобата (14-15.07.1829). В сражении при крепости Ямбол 19 (31) июля 1829 был захвачен в плен, и находился в плену отступающих к Андрианополю турецких войск по 20 августа (1 сентября) 1829; после освобождения из плена участвовал в окончании морской кампании 1829 г., с 22 августа (3 сентября) 1829 выступил «для окончания экспедиции в Энос и сношения с флотом» и участвовал в усмирении бунта в г. Демотик (Дидимотейчо).
С 24 января (5 февраля) 1831 по 18 (30) июня 1831 — в четвёртой (польской) кампании, в составе 5-го резервного кавалерийского корпуса, 2-й драгунской дивизии, под командой ген.-лейтенанта, барона К. А. Крейца: 2, 3, 5, 7, 11-12, 12-13 февраля участвовал в сражениях и стычках с польскими повстанцами при переправах р. Вислы, в крупном сражении при м. Курово (19.02.1831), при взятии г. Люблина и стычке в предместье г. Венява (27.02.1831); с 28 февраля (12 марта) 1831 по 9 (21) марта 1831 — в составе отдельного корпуса, под командованием ген.-адъютанта, барона К. Ф. фон Толя, преследовал польских повстанцев, затем с марта по май — при осаде и наблюдении за окрестностями крепости Замостье, участвовал в многочисленных стычках и боях с мятежниками в Польше и Литве, участник сражения при взятии г. Янова (16.06.1831).
С 22 июня (4 июля) 1831 по 23 сентября (5 октября) 1831 — в пятой (польской) кампании: в деле у м. Эйраголу (22-23.06.1831), при штурме укреплений у м. Цытовяни (24.06.1831), в 10-часовом сражении у г. Шавли (26.06.1831); с 26 по 2 июля — в преследовании мятежников к прусской границе, при разбитии повстанцев у с. Гордого (2.07.1831); с 12 (24) августа 1831 присоединился к главным силам армии, был при осаде Варшавы, 25 и 26 августа — в генеральном сражении и взятии приступом передовых варшавских укреплений и городового вала; с войсками 2-го пехотного корпуса при осаде крепости Новогеоргиевской до 6 (18) сентября 1831; c 15 (27) сентября 1831 по 23 сентября (5 октября) 1831 — в преследовании остатков польской армии к прусской границе.

### Награды
- Орден Св. Владимира 4 степени, с бантом (10.04.1830) — за взятие укреплений при с. Дервищ-Джерван и крепости Месемврии;
- Высочайшее благоволение (17.07.1831) — за «пожертвование в пользу бедных жителей Румелии, желавших перейти на жительство в Россию»;
- Золотая сабля с надписью — «За храбрость» (8.06.1832) — за штурм Варшавы;
- Благодарность главнокомандующего Действующей армией, ген.-фельдмаршала, князя Варшавского, графа Паскевича-Эриванского (15.10. и 12.12.1832) — за полковые манёвры, хорошее состояние полка и исправное содержание караулов «в продолжении нахождения оного в г. Варшаве»;
- Высочайшее благоволение (12.09.1833) — «за примерный порядок, точность и быстроту в движениях и в совершенное познание службы, при высочайшем смотре войск 2-го пехотного корпуса, на корпусном учении при крепости Новогеоргиевская»;
- Высочайшее благоволение — за смотры, манёвры и ученья 8, 17 и 28.06.1835; 4, 5, 11 и 12.07.1835, по нахождении в Образцовом кавалерийском полку;
- Высочайшее благоволение (16.10.1838) — при открытии Триумфальных ворот у Московской заставы в С.-Петербурге, в «память подвигов в Турции и при усмирении Польши… за верную службу и усердие»;
- Особое монаршее благоволение (18.08.1839) — «за отличнейшее состояние и примерное во всех отношениях устройство войск 2-го пехотного корпуса»;
- Особое монаршее благоволение (23.08.1839) — «за произведенный манёвр войсками 2-го пехотного корпуса»;
- Особое монаршее благоволение (26.08.1839) — «за общий парад всех войск при Бородине собранных, по случаю торжественного открытия монумента, воздвигнутого на полях Бородинского сражения»;
- Особое монаршее благоволение (29.08.1839) — «за произведенный всеми войсками, при Бородине собранными, манёвр»;
- Особое монаршее благоволение (31.08.1839) — «за бывший смотр в совокупности всем войскам, при Бородине собранными»;
- Орден Св. Станислава 2 степени (28.09.1839)[12] — за отлично-ревностную службу;
- Орден Св. Георгия IV ст. (пожалован 3.12.1842; указ от 21.12.1842) — «за беспорочную выслугу в офицерских чинах 25 лет»;
- Монаршее благоволение (16.05.1843) — за прекращение крестьянских беспорядков в волостях Челябинского уезда;
- Орден Св. Станислава 2 ст., с императорской короной (26.03.1844) — за отлично-усердную службу;
- Знак отличия «Беспорочная служба XX» (22.08.1844);
- Медаль «За турецкую войну. 1828—1829»;
- Медаль «За взятие приступом Варшавы 25 и 26 августа 1831»;
- Польский знак отличия за военное достоинство «Virtuti militari. 1831» 4 степени.

### Характеристика
«Слабым в отправлении обязанностей службы не замечен и по званию начальника, или вопреки должной взыскательности по службе, беспорядков или неисправностей между подчиненными не допускал. Отчеты по должности предоставлял в срок. Жалобам никаким не подвергался. В неприличном поведении оглашаем и [и]зобличаем не был».

### В отставке
После отставки жил в С.-Петербурге. С 25 марта (6 апреля) 1860 выступил чл.-учредителем акционерного «Общества для разработки торфяников в России». О-во возникло на волне популярной в то время в российском обществе идеи использования торфа как нового вида топлива для гражданских и военных нужд, призванного заменить использование дров для отопления зданий и сооружений, а также в качестве топлива для паровых двигателей. Среди компаньонов генерала выделялись: инженер ген.-майор Лев (Лео-Оттомар, Леон-Оттомар) Иванович фон Миллер (1814—1866), начальник инженеров Кавказской армии, в то время служивший вице-директором Инженерного департамента (Главного инженерного управления) Военного м-ва, по хозяйственной части; ген.-майор Н. И. Миллер, в то время служивший в должности директора Императорского Александровского лицея, а впоследствии генерал от инфантерии, почётный опекун; юрист, чиновник особых поручений Почтового ведомства и начинающий политический журналист, титулярный советник И. А. Арсеньев, в то время сотрудник столичных экономических изданий, а впоследствии видный российский журналист и издатель, чиновник М-ва финансов; компаньон и товарищ Арсеньева, поэт и публицист, поручик артиллерии М. П. Розенгейм, в то время помощник контролера Артиллерийского д-та Военного м-ва, а впоследствии ген.-майор, военный юрист и педагог, военный судья С.-Петербургского военно-окружного суда и ординарный профессор Военно-юридической Академии; отставной майор, князь Григорий Борисович Волконский (1831—1887), белгородский помещик, владелец родовых имений в деревнях Сабынино и Ржавец, впоследствии и. д. председателя Палаты уголовного и гражданского суда Минской губ.
Предполагалось открыть в столице крупное промышленное общество с уставным капиталом в 1 миллион р. и открыть её конторы по всей России. Участие в О-ве нескольких высокопоставленных действующих и отставных военных чиновников, в том числе вице-директора Инженерного д-та Военного м-ва по хозяйственной части и начальника Александровского лицея, свидетельствует, что, по-видимому, идея обсуждалась применительно к использованию для нужд военного ведомства, одного из крупнейших потребителей государственных ресурсов. Подобное общество могло бы стать поставщиком более дешёвого топлива для военных нужд, к тому же поставляя различные необходимые для военной промышленности попутные химические материалы. Однако, персональный состав учредителей показывает, что их предпринимательский проект по праву можно назвать «маниловской» затеей, не имевшей ни малейшего шанса на реализацию. Она и не реализуется, в силу отсутствия спроса подписки на акции, ввиду их чрезвычайно высокой объявленной стоимости. Поэтому, это общество деятельность не осуществляло и через год было ликвидировано.

## Семья
- Отец — курляндский дворянин Карл Георг фон Раден, помещик мызы (имения) Мedsen (Медсен, Медзен), В 15-20 верстах к северу от Либавы, Газенпотского обер-гауптманства, в Гробинском приходе, Курляндской губ.[18] В 1830—1831 гг. в отношении его имения, в особенности мызы его Медзен, в Курляндском обер-гофгерихте было открыто конкурсное делопроизводство[19]. В 1836 его сын — Георгий, вызывался во 2-е отд. 3-го д-та Правительствующего Сената для «рукоприкладства по апелляционному делу, поступившему из Курляндского обер-гофгерихта, подполковника Г. К. фон Радена с кредиторами отца его, о мызе Медзен»[20]
- Мать — урождённая девица Аннет фон Бер, из баронского и дворянского рода фон Бер, родилась в Medsen (Медзен).
- Жена c 29 июня (11 июля) 1844 — урождённая девица Шарлотта Иоганна фон Бер (Charlotta Jenny von Behr) (10 (22) марта 1814, Попе, Латвия — 6 (18) сентября 1890, Рига), дочь помещика.
  - Сын (?) — барон Георгий [Георгиевич?] фон Раден, в 1880-х-1890-х гг. — фидеикомиссный владелец[21] имения Медзен, 3-го участка Газенпот-Гробинского мирового съезда. Показан в решении Гражданского Кассационного департамента Правительствующего Сената от 4 (16) ноября 1892, по делу о прошении крестьянина Якова Антинга об отмене решения Газенпот-Гробинского мирового съезда[22].
- Брат — Герман Карлович фон Раден (27 июня (9 июля) 1807, Гросс-Крутен — 12 (24) марта 1836, Медзен). По экзамену, 2 (14) июля 1829 произведён прапорщиком Института инженеров путей сообщения Александра I; подпоручиком (1830); по окончании курса, 14 (26) июня 1831 выпущен поручиком; капитан на дату смерти.